# فران سول
فران سول (بالإسبانية: Francisco Sol Ortiz)‏ (13 مارس 1992 بمدريد في إسبانيا - ) هو لاعب كرة قدم إسباني في مركز الهجوم. لعب مع أتلتيكو مدريد وريال أوفييدو وريال مدريد ج ونادي لوغو.

## روابط خارجية
- فران سول على موقع الاتحاد الأوربي (الإنجليزية)
- فران سول على موقع اتحاد أوكرانيا (الإنجليزية)
- فران سول على موقع قاعدة بيانات كرة القدم.إي يو (الإنجليزية)
- فران سول على موقع Soccerbase.com (لاعب) (الإنجليزية)
- فران سول على موقع Soccerway.com (الإنجليزية)
- فران سول على موقع عالم كرة القدم.نت (الإنجليزية)
- فران سول على موقع AS.com (الإسبانية)